# Jüri Uluots
Jüri Uluots (n. 13 ianuarie 1890, Lääne maakond, Estonia – d. 9 ianuarie 1945, Stockholm, Suedia) a fost un om politic, jurnalist și jurist eston, prim ministru al Estoniei, și profesor de drept la Universitatea din Tartu.
Uluots s-a născut în comuna Kirbla⁠(en)[traduceți], comitatul Lääne în 1890 și a studiat dreptul la Universitatea din Sankt Petersburg în anii 1910 – 1918. Ulterior, a predat drept roman și drept eston la Universitatea din Tartu până în 1944. Uluots a fost și redactor la ziarul Kaja între 1919–1920, și redactor-șef la Postimees în anii 1937–38.
Uluots a fost ales în Riigikogu, parlamentul eston, în perioada 1920–1926, și apoi din 1929 până în 1932. A fost președinte al Riigivolikogu (camera inferioară) din 4 aprilie 1938 până la 12 octombrie 1939. Uluots a fost apoi prim ministru din 1939 până în 1940 când trupele sovietice au pătruns în Estonia și au instalat un guvern-marionetă sovietic condus de Johannes Vares, în timp ce guvernul constituțional al lui Uluots a funcționat clandestin (și apoi în exil). Guvernul-marionetă comunist nu a fost niciodată recunoscut de Statele Unite, Regatul Unit și alte puteri occidentale care îl considerau ilegal, ca și pe anexarea Estoniei la URSS.
După ce președintele eston Konstantin Päts a fost arestat de forțele sovietice de ocupație și deportat în Rusia în iulie 1940, profesorul Uluots a devenit prim ministru cu îndatoriri de președinte după cum dicta constituția estonă. Când naziștii au invadat Estonia în 1941, guvernul comunist a fost răsturnat. 
Ulouts a refuzat ofertele Germaniei de a conduce Autoguvernarea Estonă⁠(en)[traduceți] în 1941, formând în schimb o parte a mișcării estone de rezistență⁠(en)[traduceți] față de regimul nazist de ocupație. În martie 1944, a fost înființat  Comitetul Național al Republicii Estonia⁠(en)[traduceți] de către mișcarea de rezistență din Estonia ocupată de Germania⁠(en)[traduceți]. Până în aprilie 1944, un mare număr de membri ai comitetului au fost arestați de agențiile de securitate germane. Comitetul avea ca scop stabilirea unui guvern provizoriu în urma așteptatei retrageri germane, pe măsură ce Armata Roșie s-a apropiat de frontiera estonă, la care a ajuns la 2 februarie 1944. La 20 aprilie 1944, Comitetul Național a ales Comitetul Electoral al Republicii Estonia. Acesta a declarat ilegală numirea lui Johannes Vares în funcția de prim ministru de către Konstantin Päts în timpul ocupației sovietice și că Uluots acționase ca șef interimar al statului din 21 iunie 1940.  La 21 iunie 1944, Jüri Uluots l-a numit pe Otto Tief⁠(en)[traduceți] în funcția de viceprim-ministru.
În ianuarie 1944, frontul a fost împins de Armata Roșie până la hotarele Estoniei. Narva a fost evacuată. Jüri Uluots a ținut la radio un discurs prin care cerea ca toți bărbații născuți între 1904 și 1923 să se prezinte pentru serviciul militar (până atunci, Uluots se opusese mobilizării estonilor.) Apelul a primit răspuns din toată țara: 38.000 de recruți s-au prezentat la centrele de recrutare. Câteva mii de estoni care luptaseră în armata finlandeză au traversat înapoi Golful Finlandei să treacă de partea nou-înființatei Forțe de Apărare a Teritoriului, pentru a apăra Estonia de înaintarea sovietică. Se spera că participarea activă la un astfel de război va atrage susținerea occidentală pentru cauza independenței Estoniei față de URSS și deci conservarea independenței țării. Când germanii s-au retras în septembrie 1944, Uluots a numit un nou guvern, în funcție cu Otto Tief⁠(en)[traduceți].
La 20 septembrie, a fost proclamat guvernul național al Estoniei. Forțele estone au ocupat clădirile guvernamentale din Toompea și au cerut forțelor germane să plece.
Guvernul Tief a plecat din Tallinn înainte de sosirea Armatei Sovietice și s-a ascuns. Membrii guvernului au fost însă ulterior arestați și au suferit diverse represiuni ale autorităților sovietice, sau au fost trimiși în lagărele de muncă forțată din Siberia. Restul guvernului s-a refugiat la Stockholm, Suedia, unde a funcționat în exil între 1944 și 1992 când Heinrich Mark⁠(en)[traduceți], prim ministru cu funcțiuni de președinte, și-a prezentat credențialele noului președinte Lennart Meri.
Uluots a murit la scurt timp după sosirea în Suedia în 1945.